# Orchistomella applanata
Orchistomella applanata is een hydroïdpoliep uit de familie Melicertidae. De poliep komt uit het geslacht Orchistomella. Orchistomella applanata werd in 1959 voor het eerst wetenschappelijk beschreven door Kramp. 